# Vedat Muriqi
Vedat Muriqi (ur. 24 kwietnia 1994 w Prizrenie) – kosowski piłkarz występujący na pozycji napastnika w hiszpańskim zespole RCD Mallorca oraz w reprezentacji Kosowa.

## Życiorys
Jest wychowankiem klubu KF Liria Prizren. W jego seniorskim zespole występował w latach 2010–2013. 28 stycznia 2013 odszedł do albańskiej Teuty Durrës. Od 4 stycznia do 30 czerwca 2014 przebywał na wypożyczeniu w KS Besa. 19 sierpnia 2014 odszedł na zasadzie wolnego transferu do tureckiego drugoligowego Giresunsporu. 1 lipca 2016 został zawodnikiem pierwszoligowego Gençlerbirliği SK. Kwota transferu wyniosła 550 tysięcy euro. W rozgrywkach Süper Lig zadebiutował 21 sierpnia 2016 w wygranym 2:0 meczu z Gaziantepsporem. Grał w nim od 64. minuty, gdy zastąpił Cosmina Matei. W 87. minucie zdobył gola na 2:0. 11 stycznia 2018 odszedł do drugoligowego Çaykur Rizesporu. 7 lipca 2019  opuścił dotychczasowy klub na rzecz stambulskiego Fenerbahçe SK. Transfer kosztował 5,6 miliona euro. 15 września 2020 został piłkarzem rzymskiego S.S. Lazio, który zapłacił kwotę odstępnego w wysokości 17,5 miliona euro. W Serie A zagrał po raz pierwszy 17 października 2020 – miało to miejsce w przegranym 0:3 meczu z UC Sampdoria. Do gry wszedł w 59. minucie, zmieniając Felipe Caicedo.
W reprezentacji Kosowa zadebiutował 9 października 2016 w przegranym 0:3 meczu z Ukrainą. Zdobył w niej 23 bramki, co do dziś jest wynikiem rekordowym.